# Manuel Vidal (football, 1906)
Pour les articles homonymes, voir Manuel Vidal.
 (octobre 2014).
Si vous disposez d'ouvrages ou d'articles de référence ou si vous connaissez des sites web de qualité traitant du thème abordé ici, merci de compléter l'article en donnant les références utiles à sa vérifiabilité et en les liant à la section « Notes et références ».
Manuel Vidal de Cárcer, né le 24 août 1906 à Tàrrega (province de Lérida, Espagne) et mort le 17 juin 1998 à Barcelone (Catalogne, Espagne), est un footballeur espagnol qui jouait au poste de gardien de but dans les années 1920 et 1930.

## Biographie
Il débute au FC Tàrrega. En 1925, il part à Cuba afin d'éviter le service militaire. Il continue à jouer à Cuba.
En 1931, il retourne en Espagne et rejoint les rangs du FC Barcelone. Il joue deux saisons au Barça (23 matchs, dont 5 en championnat) alors que le gardien titulaire est Juan José Nogués.
En 1933, il met un terme à sa carrière de joueur et devient entraîneur des équipes juniors du  FC Barcelone. Il participe à la création du Collège d'entraîneurs de la Fédération catalane et devient directeur de cette école.